# Guido Guidotti
Guido Guidotti (Firenze, 15 aprile 1871 – Firenze, 9 dicembre 1949) è stato un generale e politico italiano, senatore del Regno d'Italia.

## Biografia
Figlio di Carlo Guidotti ed Adele del Piatta, fu avviato giovanissimo alla carriera militare ed il 1º ottobre 1883 entrò in qualità di allievo al Collegio militare della Nunziatella di Napoli e poi a quello di Firenze. Prese parte alla prima guerra mondiale dove ottenne 2 Medaglie d'argento al valore militare.
Guidotti fu tra il 1926 e il 1928 commissario prefettizio per i due comuni di Sesto Fiorentino e di Galluzzo. 
Console generale della MVSN nel 1929, lasciò il Comando dell'8ª Zona per assumere quello del XX Gruppo di Livorno. Arrivò nel 1937 al grado di luogotenente generale della Milizia.
Nominato senatore del Regno nel 1939, partecipò nel corso del 1940 alla Commissione degli affari dell'Africa italiana ed alla Commissione di finanze tra il 1940 e il 1943.
Il suo figlio primogenito Gastone Guidotti divenne Ambasciatore d'Italia alle Nazioni Unite.

## Onorificenze
- Cavaliere dell'Ordine militare di Savoia
- Medaglia d'argento al valor militare (2 assegnazioni);
- Medaglia di bronzo al valor militare
- Medaglia commemorativa della guerra 1915-918 per il compimento dell'unità d'Italia
- Medaglia a ricordo dell'Unità d'Italia 1848-1918
- Medaglia commemorativa italiana della vittoria del 1918
- Croce al merito di guerra
- Croce d'oro;
- Medaglia al merito di lungo comando di reparto;
- Distintivo d'onore
- Grande ufficiale dell'Ordine della Corona d'Italia
- Commendatore dell'Ordine dei Santi Maurizio e Lazzaro
- Ufficiale dell'Ordine coloniale della Stella d'Italia